# Bálint (prénom)
Pour les articles homonymes, voir Balint.
Bálint est un prénom hongrois masculin.

## Équivalent
- Valentin

## Personnalités portant ce prénom
- Bálint Alsáni (1330-1408) cardinal hongrois.
- Pour l'ensemble des articles sur les personnes portant ce prénom, consulter :
  - la liste des articles dont le titre commence par ce prénom
  - les listes produites par Wikidata : Liste des personnes de prénom « Bálint » — même liste en incluant les éventuels prénoms composés qui contiennent « Bálint ».